# Röd porslinsblomma
Röd porslinsblomma (Hoya pubicalyx) är en art i familjen oleanderväxter som kommer från Filippinerna. Den odlas som krukväxt i Sverige. Arten är nära besläktad med porslinsblomman (H. carnosa) och de kan möjligen betraktas som en art . Arten hittades av Maximo Ramos och Gregorio Edano 1913 i skog längs ett vattendrag nära havet i Tayabas på östkusten av Luzon, Filippinerna.
Röd porslinsblomma är en klättrande buske. Bladen är mörkgröna, ibland med röda inslag och vanligen med silvergrå fläckar, 8-18 cm långa och 2,5-6 cm breda. Blommorna sitter samlade i flockar med omkring 30 blommor och håller cirka två veckor, de producerar mycket nektar. Doften varierar men uppfattas vanligen som unken. Kronan är ljust rosa till mörkt röd, med utbredda flikar, cirka 2 cm i dimater. Bikronan varierar från vitt till nästan svart.

## Sorter
Arten varierar i naturen och flera kloner har fått sortnamn i kultur:
- 'Bright One' - har rundare, mindre blad än många andra sorter. De är mörkt gröna. Kronorna är stora, vinröa med ljust rosa bikrona.
- 'Fresno Beauty' - har spräckliga, glänsande blad. Kronan är mörkrosa med vita kanter.
- 'Jungle Garden' - lik 'Pink Silver' men har mörkare rosaröda blommor med grå inslag. De varierar beroende på ljusmängden.
- 'Little Leaf' - har småbladig.
- 'Philippine Black' - har helt mörkröda blommor.
- 'Pink Riverkii'
- 'Pink Silver' (syn. 'Silver Knight', 'Silver Pink', 'Silver Prince', 'Spotted Leaf') - har mörkt gröna blad med relativt mycket silverstänk. Kronan är rosa och bikronan är vit till ljust rosa.
- 'Red Button' - har blad som är helt eller delvis röda. Blommorna förekommer i två varianter, den ena är mörkt röd till nästan gråsvart med röd till svartröd bikrona. Den andra typen är rosa med vit eller ljusrosa bikrona.
- 'Reva' - har långa, smala blad och rosa kronor. Introducerad av Dale Kloppenburg.
- 'Royal Hawaiian Purple' (syn. 'Chimera', 'Hawian Royal', 'Philippine Black') - liknar 'Red Buttons' och kan ha röda eller delvis röda blad, men bladen är smalare med mer silverstänk.
- 'Silver Leaf' - liknar 'Pink Silver' men har rundare blad.